# فیلیپ گومون
فیلیپ گومون (فرانسوی: Philippe Gaumont‎; ۲۲ فوریهٔ ۱۹۷۳ – ۱۷ مهٔ ۲۰۱۳) دوچرخه‌سوار اهل فرانسه بود.
از باشگاه‌هایی که در آن رکاب زده‌است می‌توان به تیم دوچرخه‌سواری کاستوراما، تیم دوچرخه‌سواری کردیت اگریکول، و تیم دوچرخه‌سواری کوفیدیس اشاره کرد.
وی در مسابقات کشوری و بین‌المللی در مجموع برندهٔ ۱ مدال برنز شده‌است.